# Pronczejkowo
Pronczejkowo (biał. Пранчэйкава, ros. Прончейково) – wieś na Białorusi, w obwodzie mińskim, w rejonie mołodeckim, w sielsowiecie Gródek.
Dawniej wieś i folwark.

## Historia
W czasach zaborów wieś i folwark w gminie Horodek, w powiecie wilejskim, w guberni wileńskiej Imperium Rosyjskiego. W 1866 roku folwark liczył 21 mieszkańców w 1 domu, a wieś – 164 mieszkańców w 29 domach. Należały do dóbr Pronczejkowo, własność Tyszkiewiczów.
W latach 1921–1945 folwark i wieś leżały w Polsce, w województwie wileńskim, w powiecie wilejskim, od 1927 roku w powiecie mołodeczańskim, w gminie Gródek.
Według Powszechnego Spisu Ludności z 1921 roku zamieszkiwało:
- wieś – 290 osób, 22 były wyznania rzymskokatolickiego, 264 prawosławnego a 4 mojżeszowego. Jednocześnie 14 mieszkańców zadeklarowało polską, 272 białoruską a 4 żydowską przynależność narodową. Było tu 58 budynków mieszkalnych[5]. W 1931 w 67 domach zamieszkiwało 336 osób[6].
- folwark  – 55 osób, 16 były wyznania rzymskokatolickiego, 36 prawosławnego a 3 mojżeszowego. Jednocześnie 6 mieszkańców zadeklarowało polską, 45 białoruską, 3 żydowską a 1 inną przynależność narodową. Były tu 3 budynki mieszkalne[5]. W 1931 w 2 domach zamieszkiwało 21 osób[6].

Wierni należeli do parafii rzymskokatolickiej w Chołchle i parafii prawosławnej w Gródku. Miejscowość podlegała pod Sąd Grodzki w Rakowie i Okręgowy w Wilnie; właściwy urząd pocztowy mieścił się w Gródku.

## Przynależność państwowa i administracyjna
- ? – 1917  Imperium Rosyjskie, gubernia wileńska, powiat wilejski
- 1917–1919  Rosyjska FSRR
- 1919–1920  Polska, Zarząd Cywilny Ziem Wschodnich, okręg wileński
- 1920  Rosyjska FSRR
- 1920–1945[b]  Polska
  - województwo:
    - nowogródzkie (1921–1922)
    - Ziemia Wileńska (1922–1926)
    - wileńskie (od 1926)

  - powiat:
    - wilejski (1920–1927)
    - mołodeczański (od 1927)
- 1945–1991  ZSRR, Białoruska SRR
- od 1991  Białoruś